# N’Djamenai nemzetközi repülőtér
Az N’Djamenai nemzetközi repülőtér (IATA: NDJ, ICAO: FTTJ) (arab مطار انجمينا الدولي, francia Aéroport international de N'Djaména) egy nemzetközi repülőtér Csádban, amely N’Djamena közelében található. Ez az ország egyetlen nemzetközi repülőtere. A repülőtér kettős használatú, a polgári és katonai létesítmények az egyetlen kifutópálya ellentétes oldalán helyezkednek el.

## Légitársaságok és úti célok

### Utasszállító
| Légitársaság           | Célállomások                                                              |
| ---------------------- | ------------------------------------------------------------------------- |
| Air Côte d'Ivoire      | Abidjan, Douala                                                           |
| Air France             | Abuja, Párizs-Charles de Gaulle                                           |
| ASKY Airlines          | Abuja, Douala, Lomé                                                       |
| Camair-Co              | Douala                                                                    |
| CEIBA Intercontinental | Douala, Malabo                                                            |
| EgyptAir               | Kairó                                                                     |
| Ethiopian Airlines     | Addisz Abeba                                                              |
| Sudan Airways          | Kano, Kartúm                                                              |
| Tarco Aviation         | Kartúm                                                                    |
| Tchadia Airlines       | Abéché, Bangui, Douala, Faya-Largeau, Kano, Kartúm, Moundou, Niamey, Sarh |
| Toumaï Air Tchad       | Szezonális: Dzsidda                                                       |
| Turkish Airlines       | Isztambul                                                                 |

### Teherszállító
| Légitársaság     | Célállomások                           |
| ---------------- | -------------------------------------- |
| Air France Cargo | Kairó, Lagos, Párizs-Charles de Gaulle |
| Cargolux         | Luxembourg                             |
| EgyptAir Cargo   | Kairó                                  |
| Saudia Cargo     | Jebel Ali, Dzsidda, Sardzsa            |

## Balesetek és incidensek
- 1978. január 28-án az Air Tchad Douglas C-47 típusú repülőgépét állítólag lázadók lelőtték Tibesti közelében. A sérült repülőgép a jelek szerint a N’Djamenai nemzetközi repülőtéren szállt le.[8][9][10]
- 1989. szeptember 19-én az UTA 772-es járatán, egy McDonnell Douglas DC-10-30-ason, amely a Brazzaville-N’Djamena-Párizs útvonalon közlekedett, 46 perccel a N'Djamenából való felszállás után bombamerénylet történt, és a repülőgép lezuhant Niger felett. A fedélzeten tartózkodó 156 utas és 14 fős személyzet mindegyike életét vesztette.[11][12]
- 2001. július 24-én a Transtel Vickers Viscount repülőgépe egy felszállás közben történt balesetben javíthatatlanul megsérült. Bár a biztosító leírta a repülőgépet, azt megjavították. A javítás már majdnem befejeződött, amikor egy katona véletlenül elsütötte a fegyverét, és az kilyukasztotta az üzemanyagtartályt.[13]
- 2007. január 24-én az Air West 612-es járata, egy Boeing 737-200-as N’Djamenában szállt le, miután eltérítették.

## Forgalom
Az utasforgalom az elmúlt években az alábbi módon változott:
| 2015 | 233 957 |
| 2016 | 221 328 |

## Fordítás
Ez a szócikk részben vagy egészben  a   N'Djamena International Airport című angol Wikipédia-szócikk ezen változatának fordításán alapul.  Az eredeti cikk szerkesztőit annak laptörténete sorolja fel. Ez a jelzés csupán a megfogalmazás eredetét és a szerzői jogokat jelzi, nem szolgál a cikkben szereplő információk forrásmegjelöléseként.